# 土坪高等學校
土坪高等學校（韓語：토평고등학교）位於大韓民國京畿道九里市土坪洞，是韓國一所重點高中。學校透過資訊科技器材的運用，例如在圖書館安裝互動電子白板，使學生能夠儘早接觸使用並得益。

## 外部連結
- 2005首爾之行：南韓教育發展概況[永久]